# Quartinia
Quartinia är ett släkte av steklar. Quartinia ingår i familjen Masaridae.

## Dottertaxa tillQuartinia, i alfabetisk ordning[1]
- Quartinia affinis
- Quartinia albopicta
- Quartinia alcestis
- Quartinia amiae
- Quartinia andromeda
- Quartinia antennata
- Quartinia antigone
- Quartinia araxana
- Quartinia arsinoe
- Quartinia artemis
- Quartinia atra
- Quartinia atrata
- Quartinia basuto
- Quartinia breyeri
- Quartinia canariensis
- Quartinia candida
- Quartinia capensis
- Quartinia ceres
- Quartinia chlorotica
- Quartinia cincta
- Quartinia cressida
- Quartinia cretica
- Quartinia cyllene
- Quartinia cynara
- Quartinia diana
- Quartinia dilecta
- Quartinia dryope
- Quartinia elissa
- Quartinia eremobia
- Quartinia eurydice
- Quartinia flava
- Quartinia funebris
- Quartinia galataea
- Quartinia goleana
- Quartinia guichardi
- Quartinia haemorrhoa
- Quartinia halicticeps
- Quartinia hebuca
- Quartinia helena
- Quartinia helichrysi
- Quartinia hetaira
- Quartinia hypatia
- Quartinia indica
- Quartinia interrupta
- Quartinia iphigenia
- Quartinia jocasta
- Quartinia kohli
- Quartinia laeta
- Quartinia latona
- Quartinia lesnei
- Quartinia libanica
- Quartinia maculifrons
- Quartinia maerens
- Quartinia major
- Quartinia matabele
- Quartinia media
- Quartinia medusa
- Quartinia metallescens
- Quartinia metope
- Quartinia minima
- Quartinia minuscula
- Quartinia mochii
- Quartinia mongolica
- Quartinia multipicta
- Quartinia nilotica
- Quartinia niveopicta
- Quartinia nubiana
- Quartinia ochraceopicta
- Quartinia orientalis
- Quartinia paradoxa
- Quartinia parcepunctata
- Quartinia parvula
- Quartinia perone
- Quartinia persephona
- Quartinia philomena
- Quartinia phoebe
- Quartinia pluto
- Quartinia poecila
- Quartinia popovi
- Quartinia propinqua
- Quartinia proserpina
- Quartinia punctulata
- Quartinia pusilla
- Quartinia scutellimacula
- Quartinia senecionis
- Quartinia separata
- Quartinia shestakovi
- Quartinia signata
- Quartinia signatifrons
- Quartinia soikai
- Quartinia striata
- Quartinia syriaca
- Quartinia tarsata
- Quartinia tenerifina
- Quartinia thebaica
- Quartinia titania
- Quartinia tricolorata
- Quartinia tripolitana
- Quartinia tuareg
- Quartinia turneri
- Quartinia uzbeka
- Quartinia vagepunctata
- Quartinia waterstoni